# Кострчани
Кострчани (итал. Costerciani) су насељено место у саставу општине Кршан у Истарској жупанији, Хрватска. До територијалне реорганизације у Хрватској налазили су се у саставу старе општине Лабин.

## Становништво
Према последњем попису становништва из 2011. године у насељу Кострчани живело је 30 становника.
| година пописа  | 1857 | 1869 | 1880 | 1890 | 1900 | 1910 | 1921 | 1931 | 1948 | 1953 | 1961 | 1971 | 1981 | 1991 | 2001 | 2011 |
| бр. становника | 644  | 601  | 433  | 407  | 435  | 445  | 655  | 599  | 320  | 261  | 230  | 142  | 71   | 54   | 42   | 30   |

Напомена:Од 1880. до 1910. и у 1948. исказивано под именом Кострчане. У 1857, 1869, 1921. и 1931. асадржи податке за насеље Занковци. Садржи податке за бивше насеља Брдо које је у 1857, 1869. и од 1921. до 1948. исказивано као насеље, па за бивше насеље Драга које је од 1880 до 1910. исказивано као насеље.